# TVSモーター
TVSモーター（TVS Motor）は、インドの二輪自動車メーカーで、オートバイ、スクーター、モペッド、オート・リクシャーを製造している。TVSグループの中核企業の一つである。

## 歴史

### TVSグループの発展
TVSグループの持株会社であるTVS&サンズ（TVS & Sons）は1911年にT・V・スンダラム・アイアンガー（T. V. Sundram Iyengar）によってマドゥライに設立された。翌年からバス運行業を開始し、その後ディーラー業など他の自動車関連ビジネスにも事業を拡げていった。スンダラム・アイアンガーが1955年に死去すると会社は息子たちによって引き継がれ、金融、保険、タイヤ、自動車部品の製造等さらに事業を拡大していった。

### スズキとの合弁
1962年、イギリスのクレイトン・ドゥワンドル・ホールディングス（Clayton Dewandre Holdings）との合弁でスンダラム-クレイトン（Sundaram - Clayton）が設立される。この会社の事業はブレーキなどの自動車部品の製造であったが、1978年にモペッドの製造を行うためホスールに工場を建設した。1980年、最初のモペッドとなるTVS-50の量産が開始された。
1982年、スンダラム-クレイトンと日本のスズキの合弁によってインド・スズキ・モーターサイクルズ（Ind Suzuki Motorcycles）が設立され、スズキの技術協力を得て1984年からオートバイの量産を開始する。1986年にはTVSスズキに社名変更し、サムライ、ショーグン、フィエロ、シャオリンといった車種をインド市場に投入していった。
2001年、経営方針をめぐる意見の相違から合弁が解消され、19年にわたる提携が終了した。TVSスズキはTVSモーターに改称し、スズキブランドを放棄してTVSブランドでバイクの製造・販売を行うことになった。また、スズキのインド二輪車市場への再参入はすぐには行われず、30ヶ月の猶予期間が設けられることになった（その後、2004年にスズキ・モーターサイクル・インディアを設立）。

### 合弁解消後

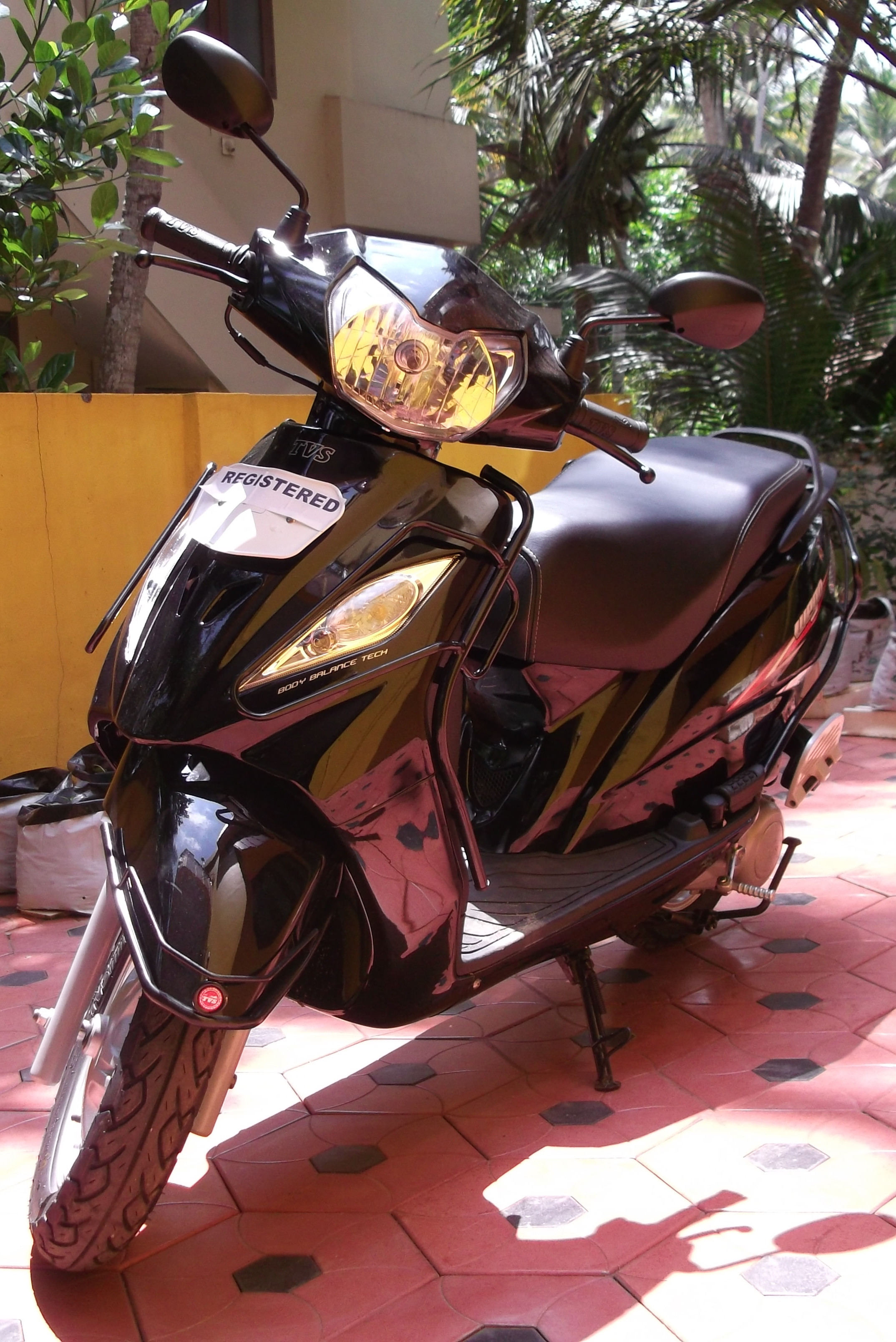
TVS・ウィーゴー

TVSモーターは2002年にデミング賞を受賞した。
2009年には新型スクーターのウィーゴー（Wego）とインドで初のオートクラッチ車となるオートバイ、ジャイヴ（Jive）を発表した（ただし、ジャイヴは販売不振で2013年に製造終了）。
2013年4月8日、TVSモーターは500cc以下のセグメントへの参入を目論むBMWモトラッドと同分野で協業することで合意し、調印式を行った。
TVSモーターの製造拠点は現在、インド国内に3ヶ所（タミル・ナードゥ州・ホスール、カルナータカ州・マイソール、ヒマーチャル・プラデーシュ州・ナラガール）、そして海外に1ヶ所（インドネシア・西ジャワ州・カラワン）となっている。2013年8月2日、新たにウガンダに工場を建設することが発表された。
2020年4月17日、TVSモーターはイギリスのノートン・モーターサイクルズを160万ポンドで買収した。

## 製造車種
オートバイ

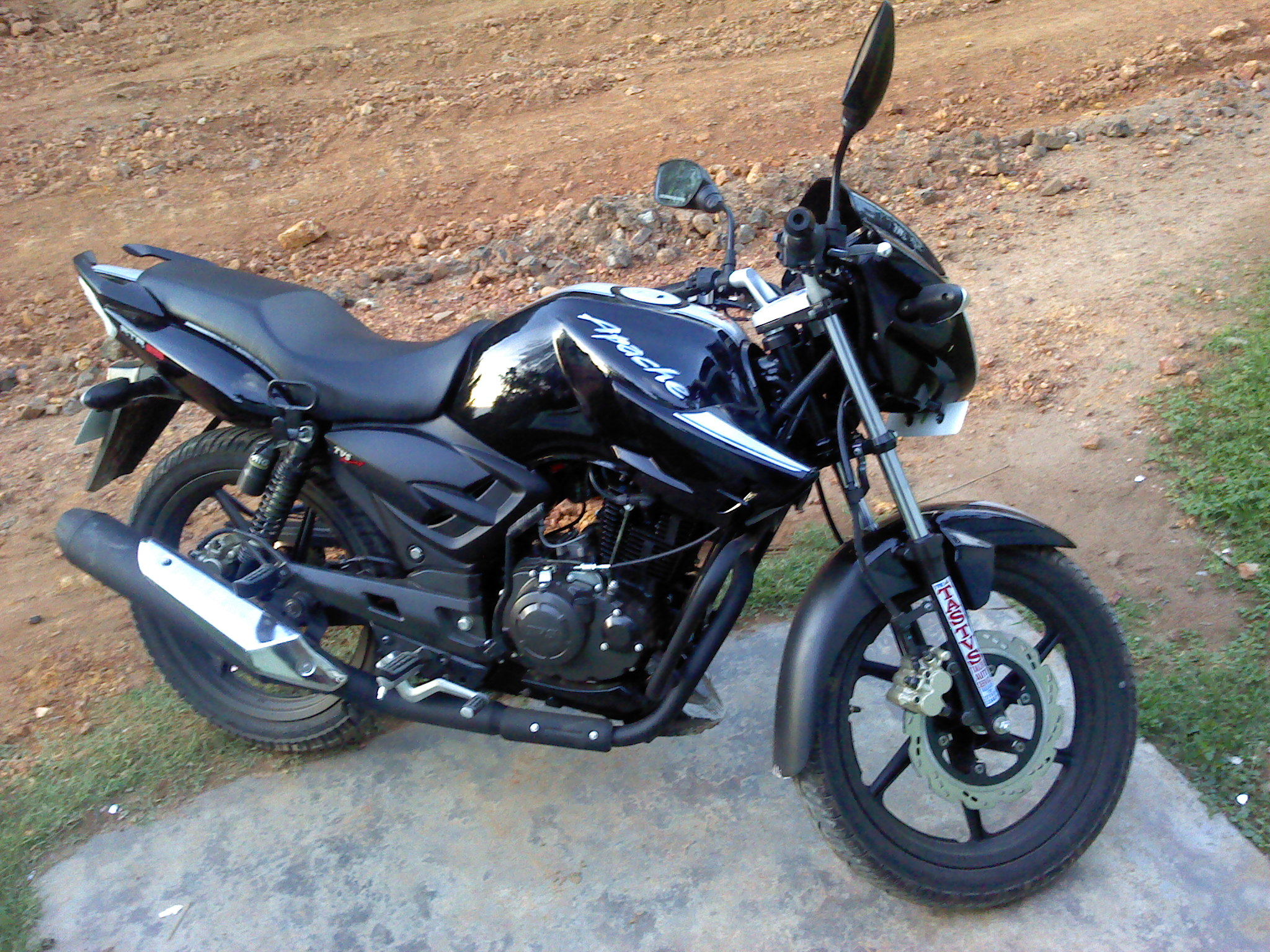
TVS・アパッチRTR160

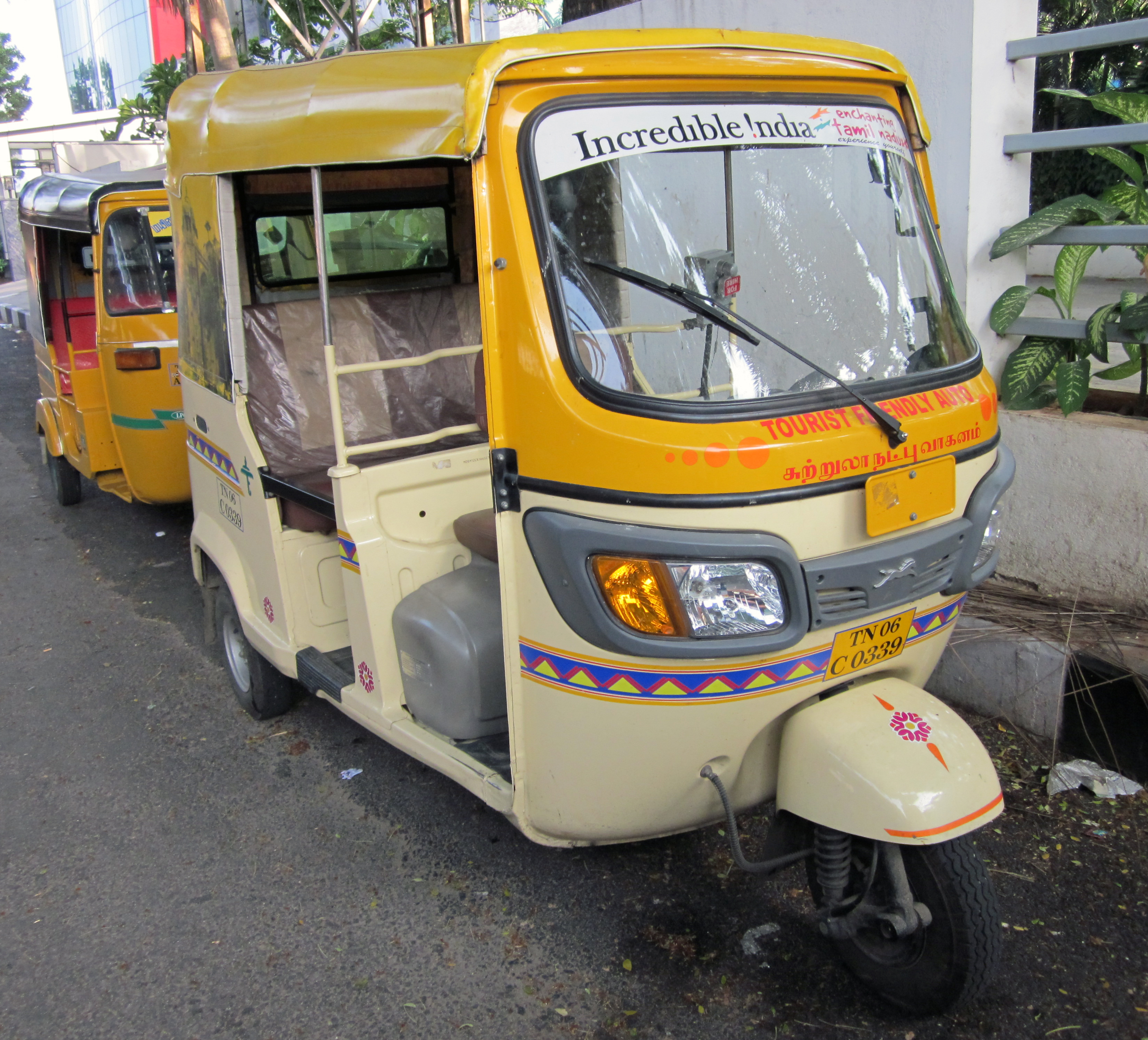
TVS・キング

- アパッチ（Apache）- 2006年発表
- スポーツ（Sport）- 2007年発表
- マックス4R（Max 4R）- 2010年発表
- スターシティー（Star City）2012年発表
- フェニックス（Phoenix）- 2012年発表

スクーター
- スクーティー（Scooty）- 1994年発表
- ウィーゴー（Wego）- 2009年発表
- ジュピター（Jupiter）- 2013年発表

モペッド
- XL

オート・リクシャー
- キング（King）- 2008年発表